# Smögen

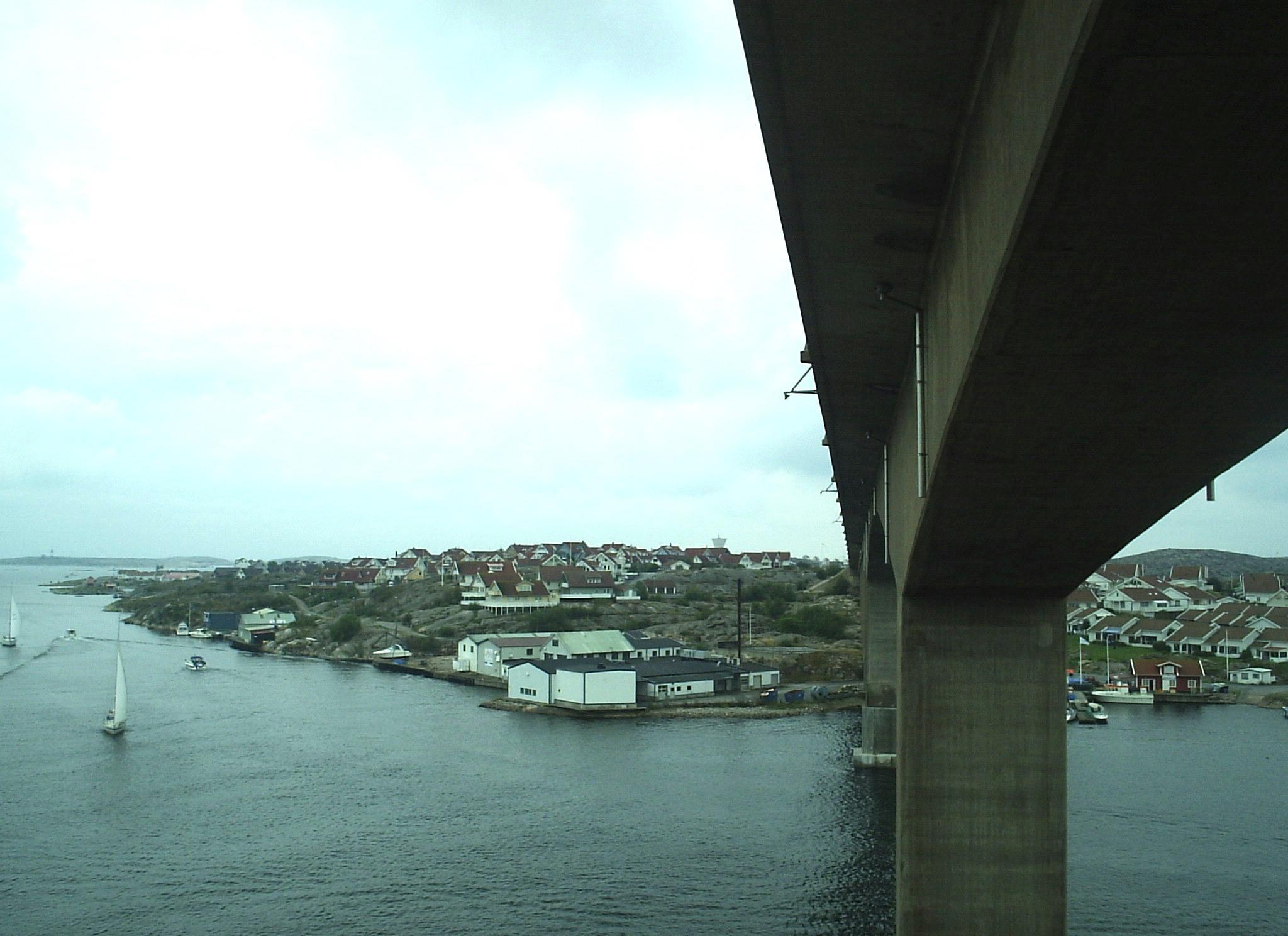
Smögen von der Smögenbron (Smögenbrücke) aus gesehen

Smögen ist ein Ort (tätort) auf der gleichnamigen Insel in der Gemeinde Sotenäs in der schwedischen Provinz Västra Götalands län und der historischen Provinz Bohuslän.
Die Insel Smögen liegt im Skagerrak. Sie ist über die 400 Meter lange Betonbrücke Smögenbron, die am 25. Dezember 1970 fertiggestellt wurde, mit dem Hauptort Kungshamn verbunden. Sie bestand ursprünglich aus mehreren kleineren Inseln, die mit der Zeit „zusammenwuchsen“. Der Ort besteht auch aus den Teilen Hasselösund und Kalvbogen, die auf der Insel Hasselön liegt, sowie der Insel Kleven.

## Geschichte
Zum ersten Mal taucht Smögen 1594 unter dem Namen Smögit auf und im Jahr 1660 wird der Ortsname Smöenn im Zusammenhang mit Steuerbeiträgen erwähnt. Auf der ersten schwedischen Landkarte wird der Ort dann Smöget genannt. Für den Sund bei Smögen findet sich seit etwa 1730 der Name Smygesund.

## Wirtschaft

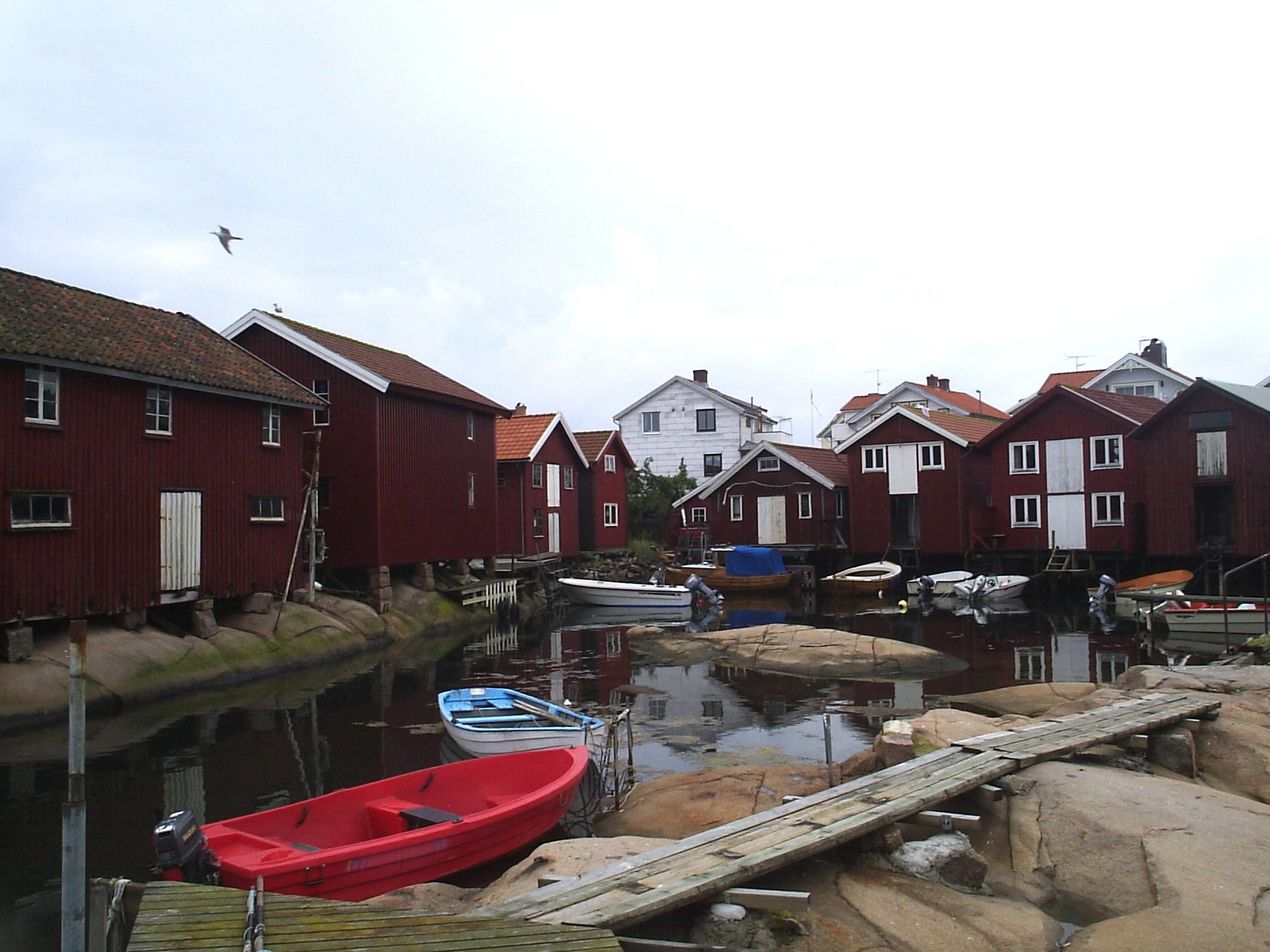
Fischerhäuser auf Smögen

Smögen ist mit seinem natürlichen Hafen einer der Hauptumschlagsplätze der schwedischen Fischindustrie. Eine Besonderheit sind die Smögenräkor, Garnelen aus Smögen oder den von dort aus angefahrenen Fanggründen im Skagerrak und der Nordsee. Der jährliche Fischfang liegt bei etwa 2,3 Millionen Tonnen, wobei fast die Hälfte aus Garnelen und ähnlichem besteht. Neben der Lebensmittelindustrie bildet der Tourismus ein wichtiges wirtschaftliches Standbein Smögens. Vor allem Wassersportler schätzen die Angebote des mondänen Smögen.

## Sehenswürdigkeiten

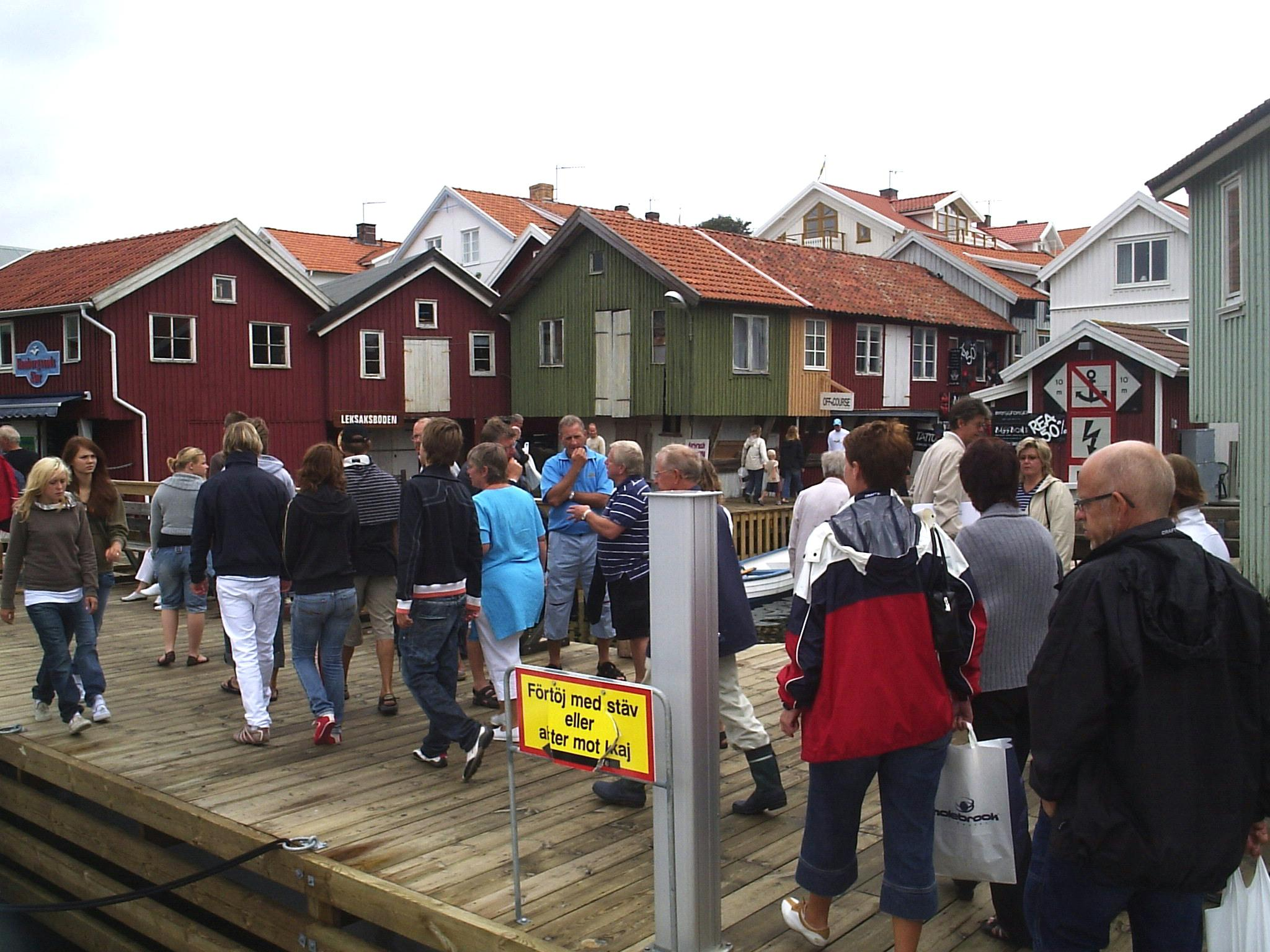
Smögenbryggan

Die Smögenbryggan ist ein fast ein Kilometer langer Holzsteg. Die Promenade direkt am Yachthafen schlängelt sich entlang der Granitfelsen dem Hafen entlang. An ihr gelegen befinden sich zahlreiche, auf Stelzen stehende Fischer- und Speicherhäuser, Bootsschuppen, Restaurants, Imbisse, Boutiquen und Souvenirläden. Neben den zahlreichen Einkaufsmöglichkeiten ist die Smögenbryggan Ausgangspunkt für zahlreiche Schiffstouren zur vor Smögen liegenden Felseninsel Hållö und Ort der in der Sommerzeit täglichen Fischauktionen.
Eine weitere Sehenswürdigkeit ist der zweite Hafen, der von der Westseite zugänglich ist und zuletzt um 1900 genutzt wurde. Unmittelbar neben dem Hafen wurde Walfett ausgekocht und Hering verarbeitet. Vom alten Fischerhafen führt eine in den Fels geschlagene Fahrrinne für kleinere Bote zur Westseite der Insel. Dadurch wurde nicht nur der Transport von der einen Seite zur anderen erleichtert, sondern es fließt so auch mehr Wasser durch den Hafen, der deshalb immer sauber ist.

## Persönlichkeiten
- Lias Andersson (* 1998), Eishockeyspieler